# جون ستيفنسون (كاتب)
جون ستيفنسون (بالإنجليزية: John Stevenson)‏ هو كاتب سيناريو وصحفي بريطاني، ولد في 1937.

## وصلات خارجية
- جون ستيفنسون على موقع IMDb (الإنجليزية)
- جون ستيفنسون على موقع قاعدة بيانات الفيلم (الإنجليزية)